# Halfenkelvoudige algebra
Een halfenkelvoudige algebra (ook semi-simpele algebra) is in de ringtheorie, een deelgebied van de wiskunde, een associatieve algebra met een triviale Jacobson-radicaal (dat wil zeggen dat alleen het nulelement van de algebra in de Jacobson-radicaal voorkomt). Als de algebra eindig-dimensionaal is, is dit gelijkwaardig aan zeggen dat een halfenkelvoudige algebra kan worden uitgedrukt als een Cartesisch product van enkelvoudige deelalgebra's. 

## Classificatie
De stelling van Artin-Wedderburn classificeert de halfenkelvoudige algebra's volledig: ze zijn isomorf met een product {\displaystyle \prod M_{n_{i}}(D_{i})},  waar de {\displaystyle n_{i}} willekeurige gehele getallen zijn, de {\displaystyle D_{i}} delingsringen zijn en waar {\displaystyle M_{n_{i}}(D_{i})} staat voor de ring van {\displaystyle n_{i}\times n_{i}} matrices over {\displaystyle D_{i}}. Dit product is uniek op permutatie van de factoren na.